# トスカーナ管弦楽団
トスカーナ管弦楽団 (トスカーナかんげんがくだん、イタリア語: Orchestra della Toscana) は、イタリアのトスカーナ州 フィレンツェに本拠を置くオーケストラ。

## 概要
1980年に、トスカーナ州、フィレンツェ県、フィレンツェ市の主導により設立された。1983年には、作曲家のルチアーノ・ベリオの芸術監督下で、イタリア文化観光省からオーケストラ演奏法人としての認定を受ける。

45名程の楽団員から構成され、そのレパートリーはバロック音楽からロマン派、現代音楽までと幅広く、特に現代音楽の作曲家への作品委嘱や初演にも積極的に取り組んでいる。
フィレンツェのヴェルディ劇場での定期演奏会シリーズを中心に、トスカーナ州全域で演奏活動を行うほか、イタリア国内の主要なコンサートホールや、ヨーロッパ、アメリカ、アジアの著名なホールや音楽祭にも出演している。

これまで共演した著名な指揮者やソリストには、フランス・ブリュッヘン、チョン・ミョンフン、ダニエル・ハーディング、エリアフ・インバル、マルタ・アルゲリッチ、サルヴァトーレ・アッカルド、ユーリ・バシュメット、ウート・ウーギ、ヨーヨー・マなどが名を連ねる。

## 首席指揮者
- ドナート・レンツェッティ (1986年-1992年)
- 呂佳（1993年-1999年）
- ダニエル・カウカ(2011年-不明)
- ダニエレ・ルスティオーニ (2014年-2020年)
- ディエゴ・チェレッタ（2023年- )[5]